# Brug 721
Brug 721 is een vaste brug in Amsterdam Nieuw-West.
Ze overspant de Christoffel Plantijngracht, een gracht die parallel aan het Christoffel Plantijnpad loopt. Die gracht is de verbinding tussen de Sloterplas en de Slotervaart. Het is een voetgangersbrug, die landt in het Piet Wiedijkpark.
De ontwerper van de brug is van Dick Slebos, esthetisch architect werkzaam bij de Dienst der Publieke Werken, die de bruggen in het Christoffel Plantijnpad voor zijn rekening nam. De brug werd destijds uitgevoerd in wit schoonbeton met blauwe brugleuningen, hetgeen een grote gelijkenis met de Piet Römerbrug (brug 711 en gemeentelijk monument en ontworpen door Slebos) opleverde. Opmerkelijk aan deze brug zijn de leuningen, de staanders daarvan zijn om het brugdek gemonteerd, en de hekwerkjes die op de walkanten en dwars op de leuningen staan. 

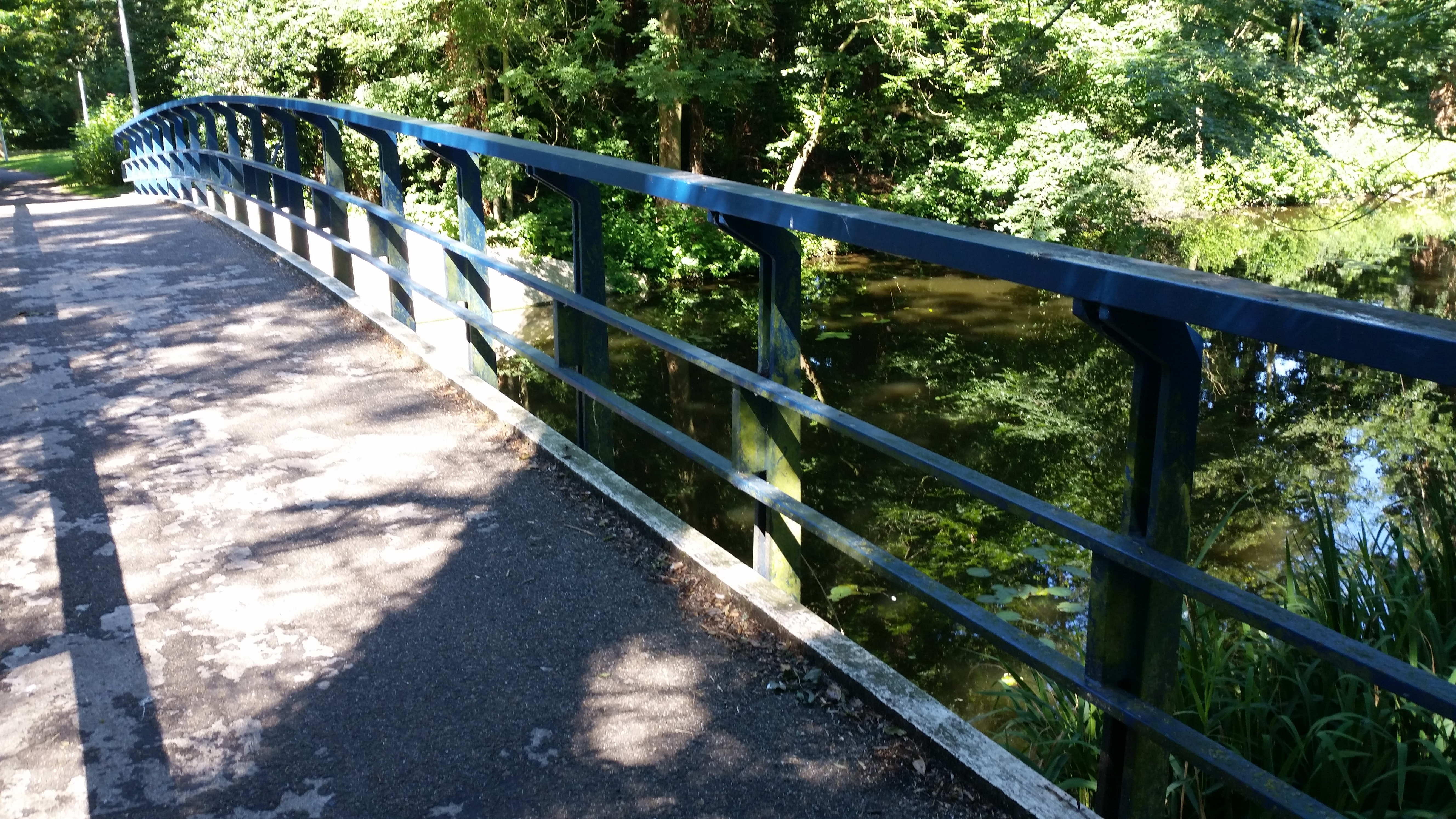
Leuning (juni 2018)

<<< · 700 · 701 · 702 · 703 · 704 · 705 · 706 · 707 · 708 · 709 · 710 · 711 · 712 · 713 · 714 · 715 · 716 · 717 · 718 · 719 · 720 · 721 · 722 · 725 · 726 · 729 · 730-738 · 739 · 740 · 741 · 742 · 743 · 744 · 745 · 746 · 747 · 748 · 749 · 751 · 752 · 753 · 754 · 755 · 756 · 757 · 758 · 759 · 760 · 761 · 762 · 763 · 764 · 765 · 766 · 767 · 768 · 769 · 770 · 771 · 772 · 773 · 775 · 776 · 777 · 778 · 779 · 780 · 781 · 782 · 783 · 784 · 786 · 787 · 788 · 789 · 790 · 791 · 792 · 793 · 794 · 795 · 797 · >>>
Brugnummers  723, 724, 727, 728, 750, 774, 785, 796 (niet gerealiseerde brug over de Slotervaart), 798 en 799 zijn niet vergeven.